# Blackheart Records
Blackheart Records é uma gravadora americana fundada pelos músicos de rock, Joan Jett e Kenny Laguna. Seis dos 40 hits de Joan Jett no Billboard Hot 100 foram lançadas pela Blackheart Records, o mais alto foi "I Hate Myself for Loving You", que chegou ao 8º lugar em Outubro de 1988.

## Artistas
- The Eyeliners
- Endless Bummer
- Girl in a Coma
- The Cute Lepers
- The Dollyrots
- The Vacancies
- Joan Jett & The Blackhearts.